# Silviu Lung Jr.
Silviu Lung (ur. 4 czerwca 1989 w Krajowie) to rumuński piłkarz występujący na pozycji bramkarza w klubie Kayserispor oraz w reprezentacji Rumunii. Jest synem Silvia Lung, byłego reprezentanta Rumunii.

## Osiągnięcia
Astra Giurgiu
- Mistrzostwo Rumunii: 2016
- Wicemistrzostwo Rumunii: 2014
- Puchar Rumunii: 2014
- Superpucharu Rumunii: 2014, 2016